# Werkendam
Werkendam est une ancienne commune des Pays-Bas de la province du Brabant-Septentrional. La commune est située dans le nord-ouest de la province, dans le Pays de Heusden et d'Altena et dans la commune d'Altena.

## Localités
- Dussen
- Hank
- Nieuwendijk
- Sleeuwijk
- De Werken
- Werkendam

## Personnalités
- Anton Mussert (1894-1946), collaborateur (né à Werkendam)

## Galerie d'images

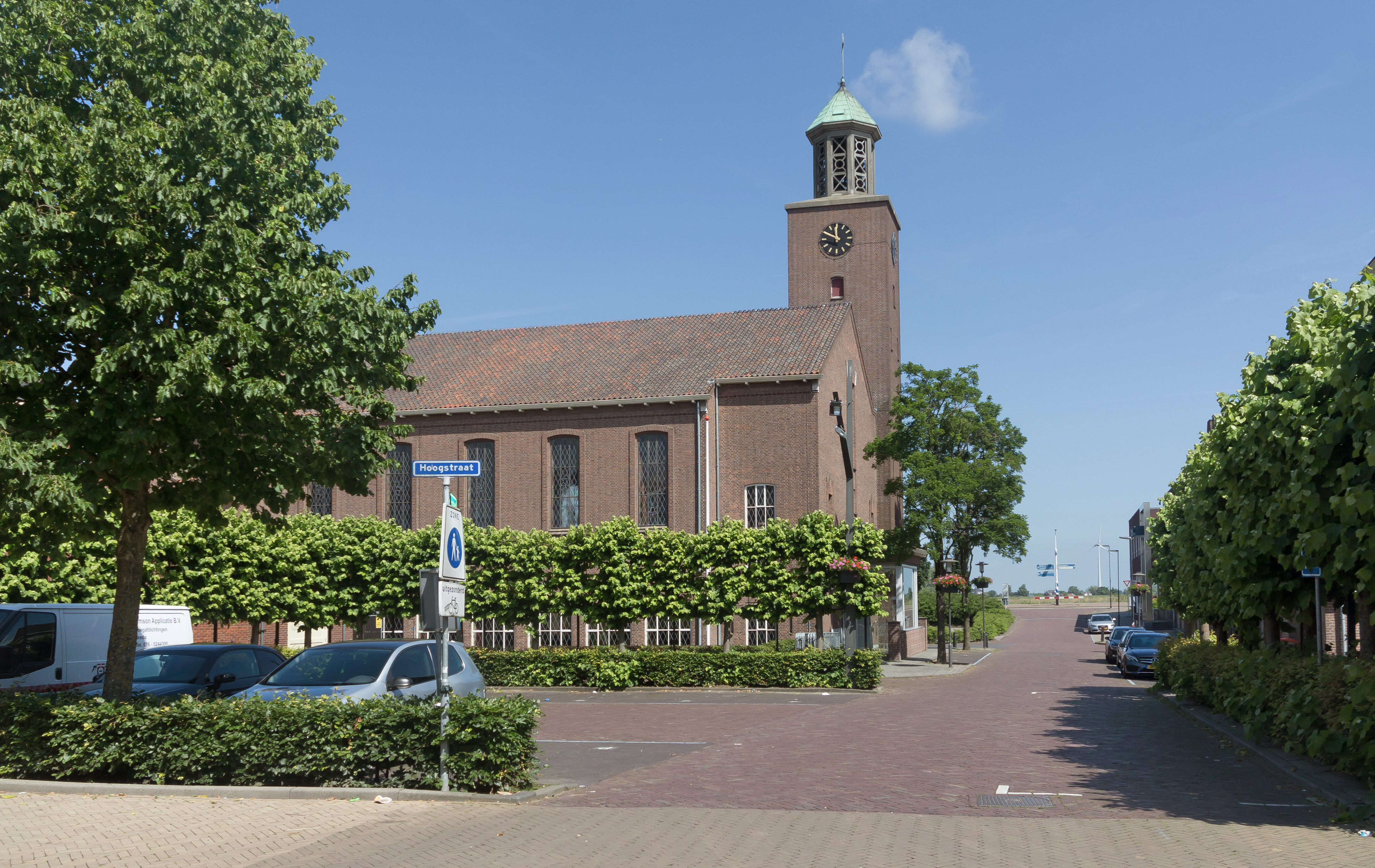
L'église: de Maranathakerk
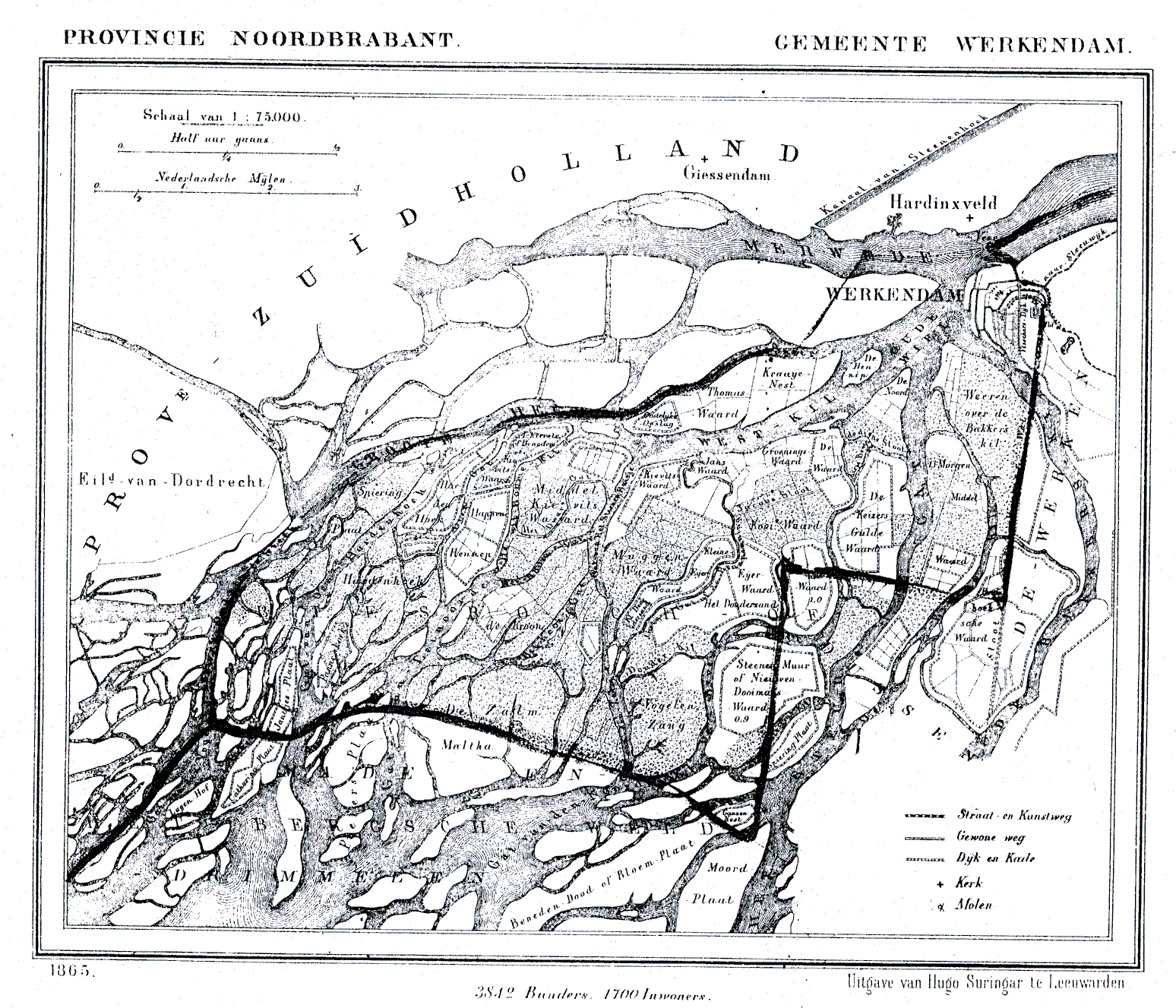
Werkendam en 1865